# Ernst Frietsch
Ernst Frietsch (* 2. Oktober 1905 in Rastatt; † 22. Februar 2001 in Rastatt) war ein deutscher Maschinenbauer und Professor.

## Leben
Ernst Frietsch studierte nach dem Abitur Maschinenwesen an der TH Karlsruhe und wurde Mitglied der Karlsruher Burschenschaft Germania (heute Karlsruher Burschenschaft Teutonia). 1932 schloss er seine Diplomprüfung ab und arbeitete zunächst zwei Jahre lang am Strömungsinstitut bei Wilhelm Spannhake. 1937 promovierte er zum Doktoringenieur über Wirbelbildung und Kräftewirkung an umlaufenden Kreiselradschaufeln.
Frietsch war von 1934 bis 1942 in Konstruktion, Forschung und Entwicklung und in der Energiewirtschaft in verschiedenen Bereichen der Maschinenindustrie tätig. Danach trat er in den Lehrkörper der Staatlichen Ingenieurschule Karlsruhe ein. Er war in der Abteilung Maschinenbau für die Lehrgebiete Thermodynamik, Brennkraftmaschinen und Energiewirtschaft vertreten.
1955 wurde er durch Verleihung des Titels Professor gewürdigt. Zwei Jahre später übernahm er die Leitung der Abteilung Maschinenbau. Dabei engagierte er sich unter anderem für die ständige Modernisierung des Lehrbetriebes. 1971 ging er in den Ruhestand, setzte aber seine Lehrtätigkeiten fort. 